# Gaglianico
Gaglianico är en ort och kommun i provinsen Biella i regionen Piemonte i Italien. Kommunen hade 3 738 invånare (2018).